# Асоциация за университетски спорт „Академик“
Асоциацията за университетски спорт „Академик“ е българска многоспортова студентска федерация.
Администрира държавните студентски първенства в страната и представлява България пред европейската и международната студентски федерации, съответно EUSA и FISU.

## История
До 1990 г. студентският спорт в България формално се ръководи от Студентския спортен съвет „Академик“. Това е междуведомствен орган на тогавашните МНП, ДКМС и БСФС. Тази структура е само с координационни функции и няма спортна дейност. Студентският спортен календар се реализира от съответните управления, отдели и звена в системата на БСФС.
На 25 март 1990 г. на конференция е учреден Университетският спортен съюз „Академик“. Негов пръв председател е Рашко Грозков. До края на 1992 г. обаче и този орган е без дейност, тъй като остава в БСФС.
На 25 март 1993 г., поради заминаване на председателя на УСС „Академик“ в чужбина, е организирана извънредна конференция. По предложение на проф. Георги Кабуров, тогавашен ректор на НСА, организацията е преименувана на Асоциация за университетски спорт „Академик“, като този път тя поема изцяло дейността – вътрешна и международна – на студентския спорт.
За неин пръв председател е избран Георги Бързаков, който остава начело 3 мандата – до 2005 г. След това 2 мандата – до 2010 година, АУС „Академик“ се ръководи от доц. Славейко Господинов, декан на Геодезическия факултет в УАСГ. От май 2010 година начело на асоциацията е проф. Петър Бонов, заместник-ректор на НСА.
На 27 май 2011 г. за президент на АУС „Академик“ е избран доц. Златко Джуров (НСА „Васил Левски“), който има нелеката задача да възстанови дейността на Асоциацията и да върне доверието на институциите и най-вече това на студентите. На 9 юни 2012 г. са възстановени спортната лицензия на АУС „Академик“ и държавното финансиране.

## Дейност
АУС „Академик“ провежда в съответствие с държавния спортен календар общостудентски игри, национални студентски и държавни студентски първенства по над 15 вида спорт. Приоритет в международния спортен календар са участията в зимни и летни универсиади, в световни и европейски студентски първенства.
АУС „Академик“ е член на Международната асоциация за университетски спорт (ФИСУ) и на Европейската асоциация за университетски спорт (ЕУСА), като България е сред държавите-учредители на ФИСУ. От 1961 до 2003 г. проф. Константин Анастасов е неизменно член на ръководните органи на ФИСУ, последователно заемал постове като първи вицепрезидент, вицепрезидент и първи асесор на Изпълнителния комитет на асоциацията. Понастоящем той е определен за почетен член на ФИСУ.

## Игри в България
България е била 4 пъти домакин на световни студентски игри, всичките в София. В страната са организирани 2 пъти летни универсиади и 2 пъти зимни универсиади:
- Универсиада 1961 – II световни летни студентски игри
- Универсиада 1977 – IX световни летни студентски игри
- Универсиада 1983 – XI световни зимни студентски игри
- Универсиада 1989 – XVI световни зимни студентски игри

Откакто съществува, АУС „Академик“ е бил домакин на следните световни студентски първенства:
- шахмат – 1994 г., София
- хандбал – 1996 г., Велико Търново
- тенис на маса – 1998 г., София
- бадминтон – 2000 г., София
- шахмат – 2000 г., Варна
- спортно ориентиране – 2002 г., Варна

## Български шампиони
За този период представителите на АУС „Академик“ са спечелили 8 златни медала от универсиади.
От тях 5 медала са извоювани от Мария Петрова на турнира по художествена гимнастика от Игрите във Фукуока, Япония през 1995 г.
По 1 титла имат:
- Евгения Раданова на шорттрек от Попрад, Словакия (1999),
- Добринка Шаламанова - в леката атлетика от Банкок, Тайланд (2007), и
- Ваня Стамболова – също в леката атлетика в Белград (2009).